# Séminaire Saint-Yves
Le séminaire Saint-Yves, appelé aussi séminaire de Rennes, est le séminaire diocésain, la maison de formation, où la majeure partie des prêtres de l'Église catholique de Bretagne sont aujourd'hui formés. Le séminaire a été fondé par saint Jean Eudes, le 8 mars 1670, au cours d'une mission que ce dernier a réalisée à Rennes, du 1er décembre 1669 au 13 avril 1670.   
Au fur et à mesure des années, il a changé de lieu jusqu'en 1910 où il a été installé dans la rue de Brest à Rennes. C'est en 1999, sous l'impulsion des quatre évêques bretons de l'époque, qu'est créé véritablement le séminaire sous le vocable de saint Yves. Il forme dorénavant non plus seulement les prêtres du diocèse de Rennes, mais tous ceux des quatre diocèses de Bretagne : Saint-Brieuc et Tréguier, Quimper et Léon, Vannes et Rennes, Dol et Saint-Malo, et dorénavant ceux des diocèses de la Basse-Normandie.   
Le séminaire Saint-Yves prend place au début du XXIe siècle dans les mêmes bâtiments que la maison diocésaine de Rennes et de l’archevêché. L'actuel recteur est le père Pierre de Cointet, membre de l'Institut Notre-Dame de Vie remplaçant le père Romain Drouaud, eudiste.  

## Historique du séminaire

### 1661-1791: entre la rue de Dinan et la rue d'Échange
C'est en 1661 que le premier séminaire de Rennes fut créé par Henri de La Mothe-Houdancourt puis Charles-François de La Vieuville, évêques successifs de Rennes, sur un terrain situé entre la rue de Dinan et la rue d’Échange. Mais très vite, saint Jean Eudes, qui poursuivait ses missions dans la région, a ouvert un séminaire avec des prêtres eudistes le 8 mars 1670. Au fur et à mesure, le séminaire s'agrandit, la salle du jeu de paume devient la chapelle du séminaire. En 1724, un peu plus loin sur la rue de l’Échange, Charles-Louis-Auguste Le Tonnelier de Breteuil demande la construction d'un nouveau séminaire. Celui-ci sera fermé en 1791 où tous les biens seront confisqués, le bâtiment deviendra l'Hôpital Militaire en 1793 (actuellement Résidence « Le grand collège »). 

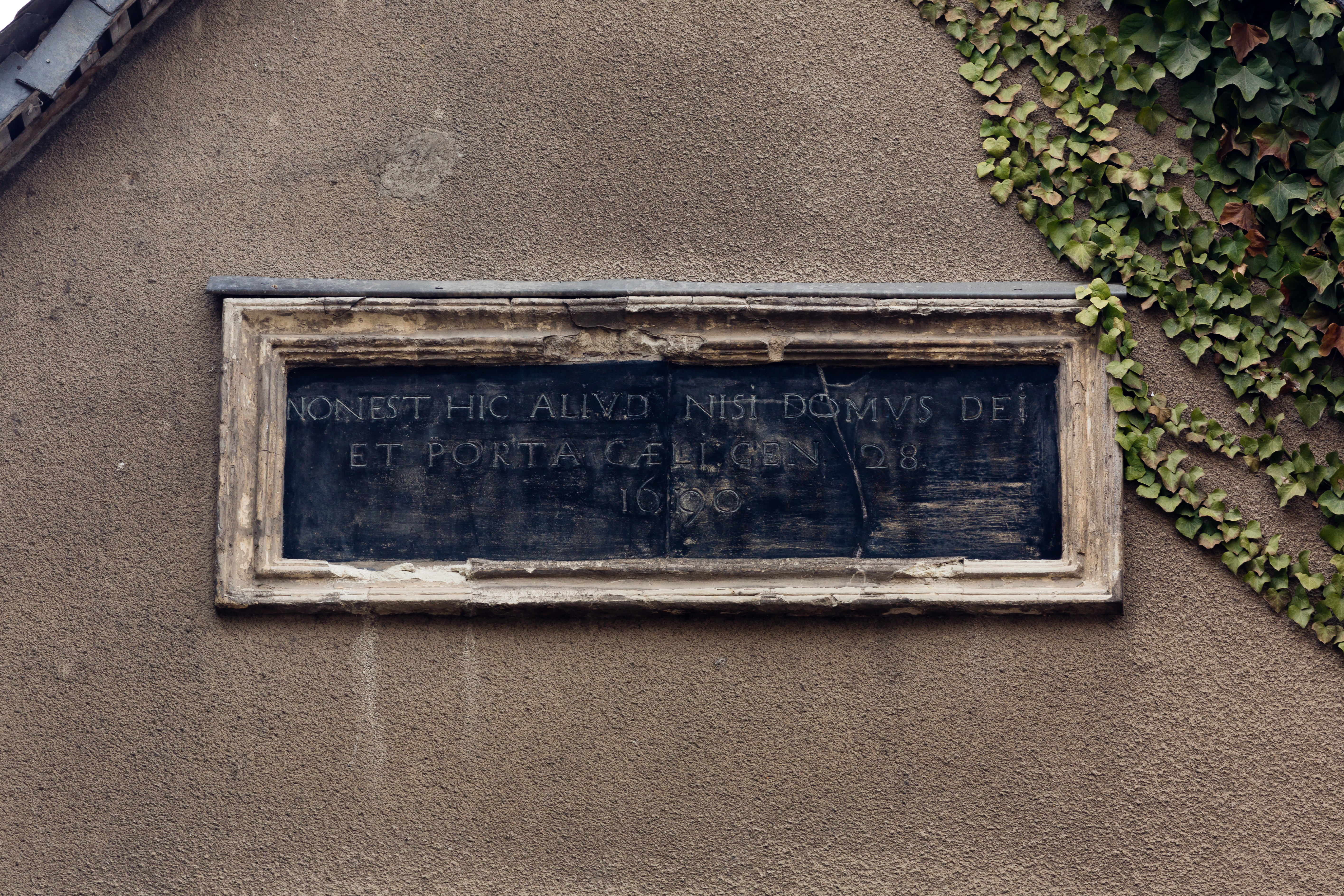
Inscription du livre de la Genèse sur le fronton de la façade de l'ancien jeu de paume transformé en chapelle.
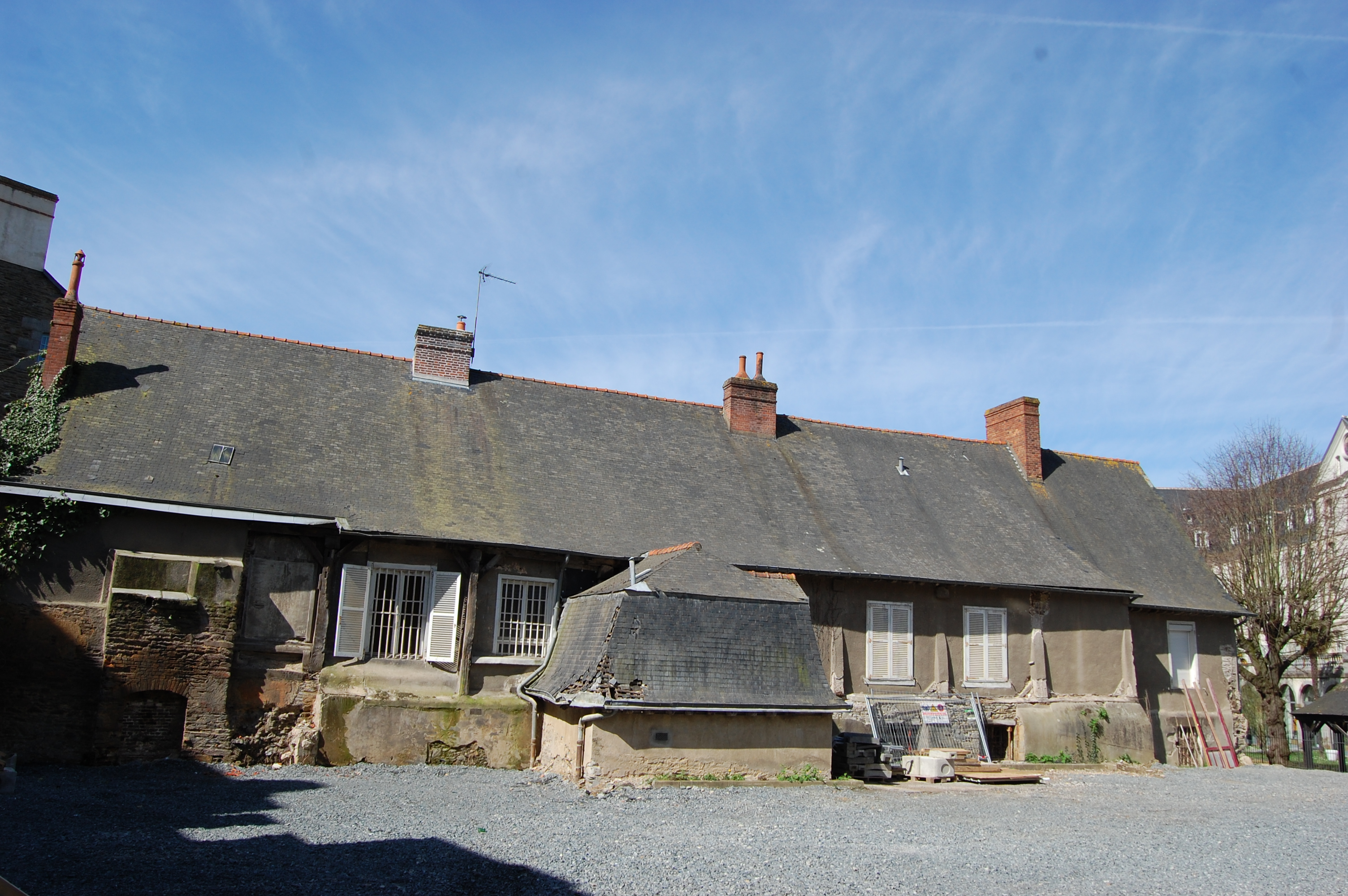
Chapelle du premier séminaire, il s'agit du jeu de paume transformé en chapelle.
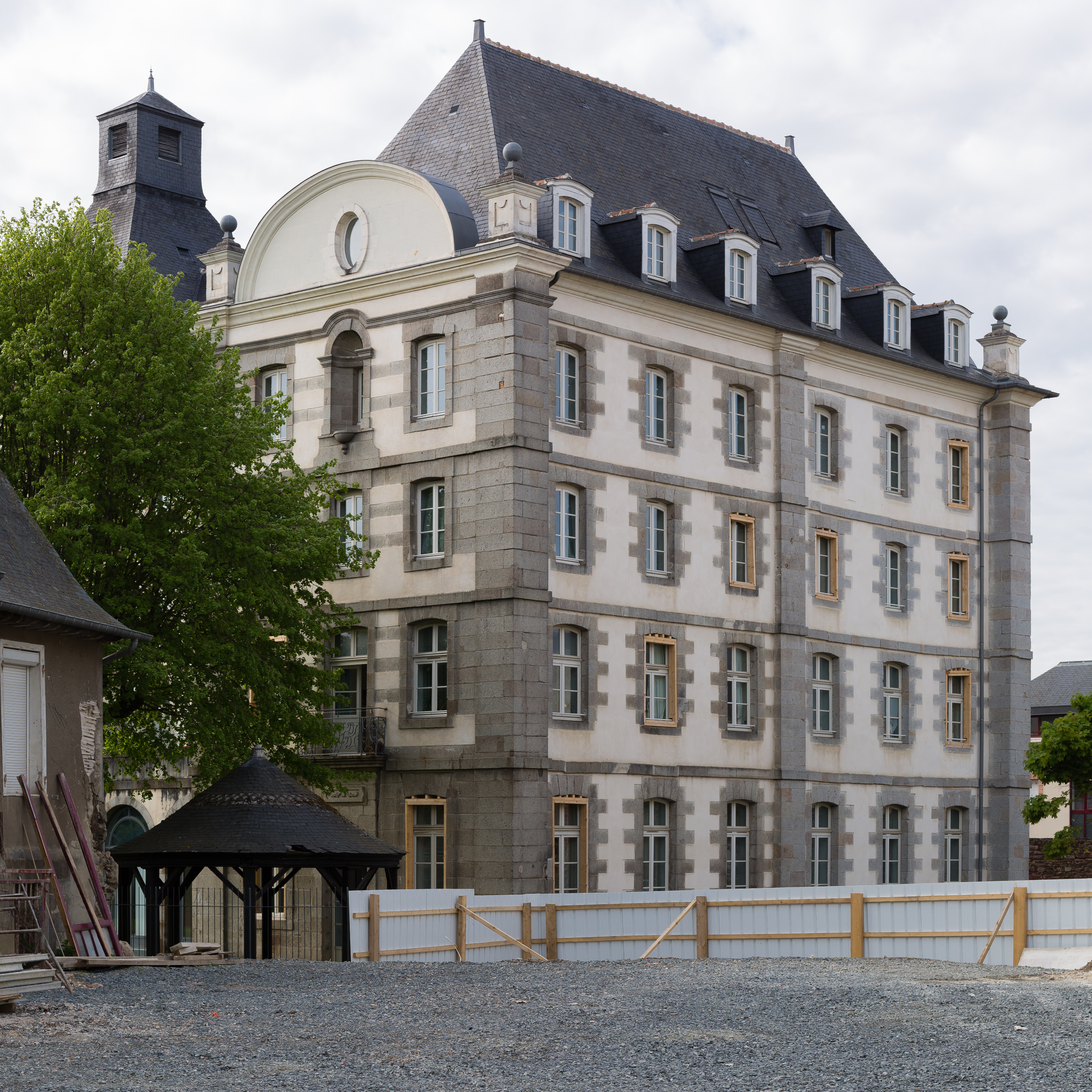
Pavillon Est de l'ancien séminaire devenu hôpital militaire en 1793.

### Entre 1791 et 1910, de déménagements en déménagements
Mais les activités du séminaire seront poursuivies dans la clandestinité. Entre 1800 et 1801, il sera excentré du centre ville pour se retrouver au Manoir de la Mettrie à Montgermont. Un peu plus de dix ans plus tard, le séminaire rouvre officiellement dans le couvent des Dames du Refuge en 1806, puis, en 1820, il est transféré dans l’ancien couvent des carmélites, rue d'Antrain. Un demi-siècle plus tard, c'est l’architecte Henri Labrouste qui construit en 1853 le nouveau grand séminaire place Hoche. Le séminaire est expulsé en 1906 de ce bâtiment, il est devenu aujourd’hui la faculté de sciences économiques de Rennes. Entre 1906 et 1910, les 120 séminaristes seront logés au couvent des franciscains, rue de Redon. Le manque de place oblige à utiliser la chapelle en dortoir.

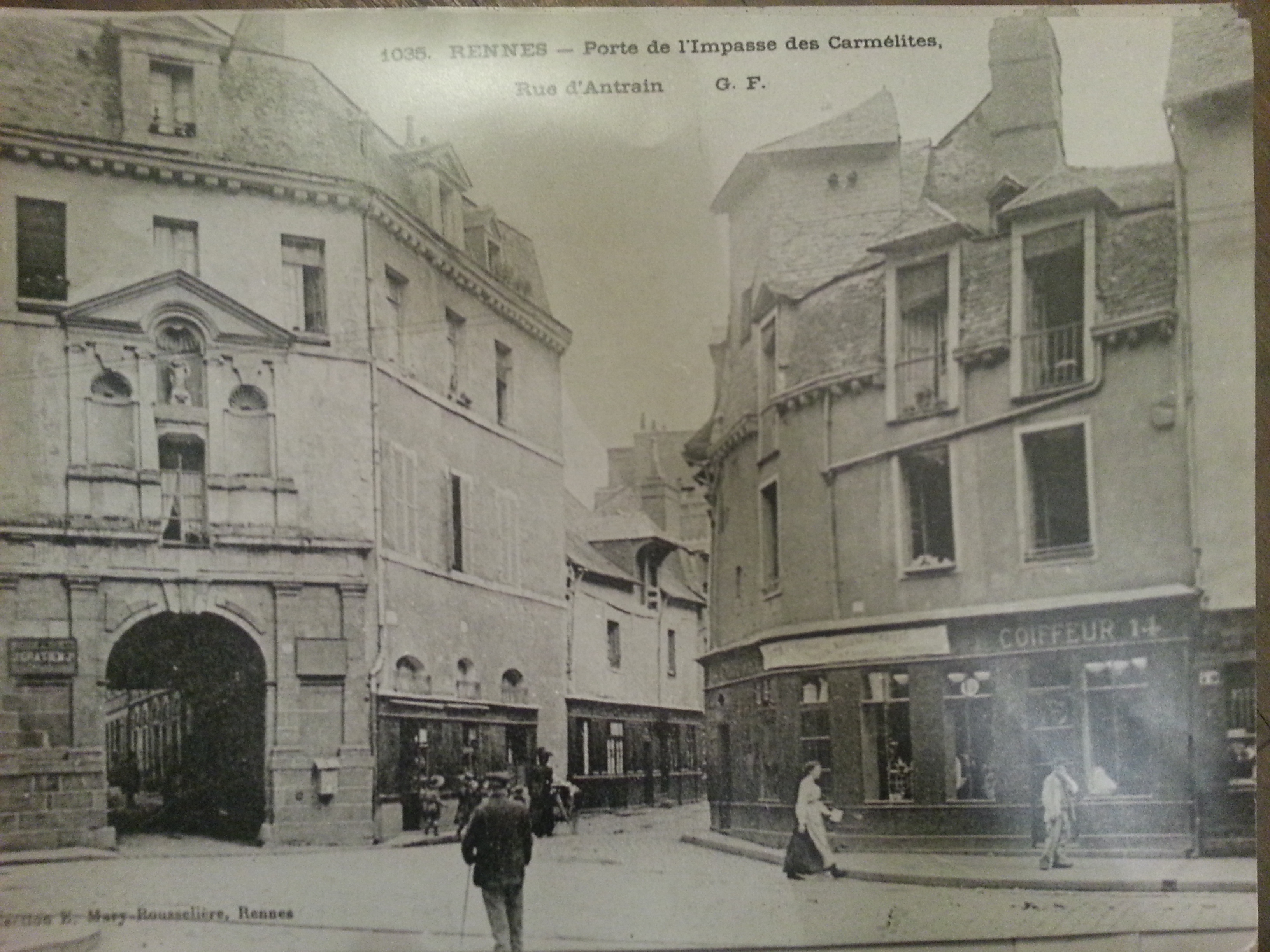
A gauche, l'ancien couvent des Carmélites qui est devenu le séminaire entre 1820 et 1854.
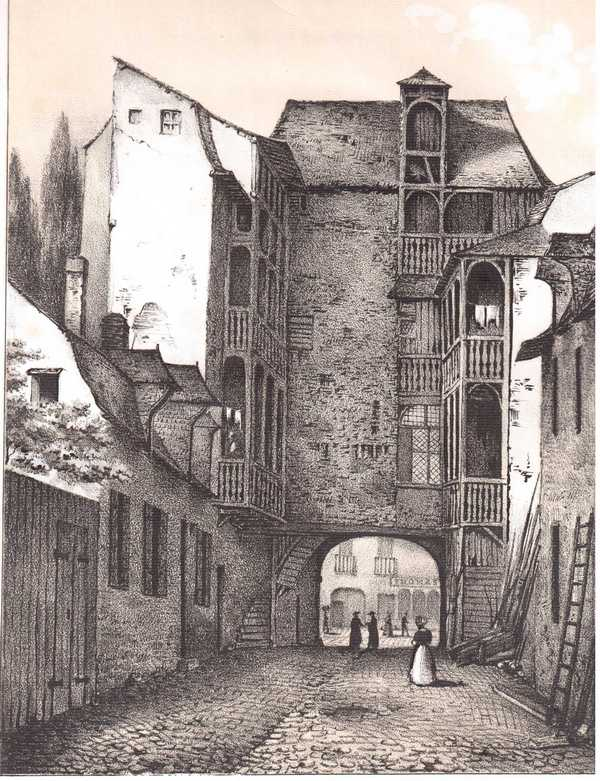
Vue de l'arrière du portail des Carmélites devenu en 1820 le séminaire.
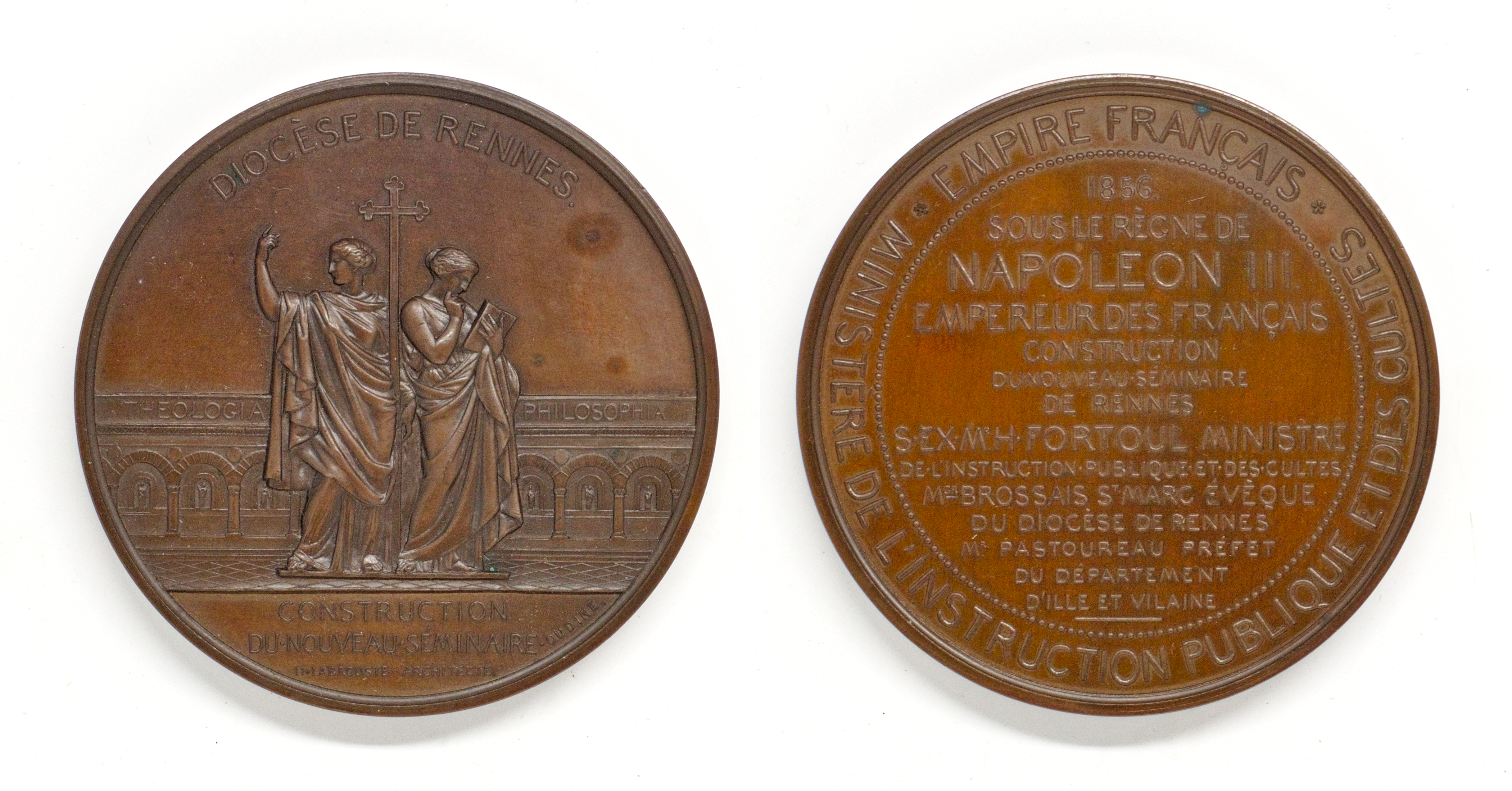
Médaille de la construction du nouveau séminaire de Rennes en 1854 sous le règne de Napoléon III.
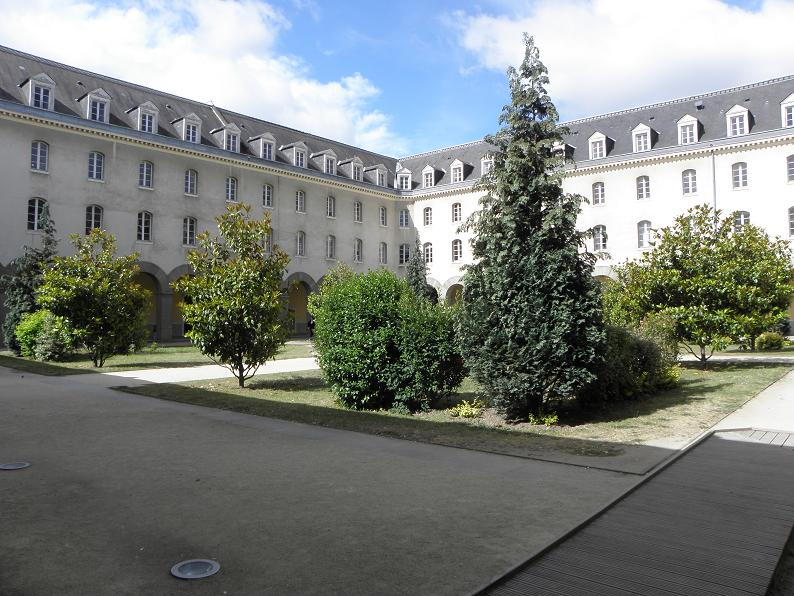
Vue intérieure du cloître de l'ancien Grand Séminaire de Rennes édifié par Henri Labrouste (1801-1875).
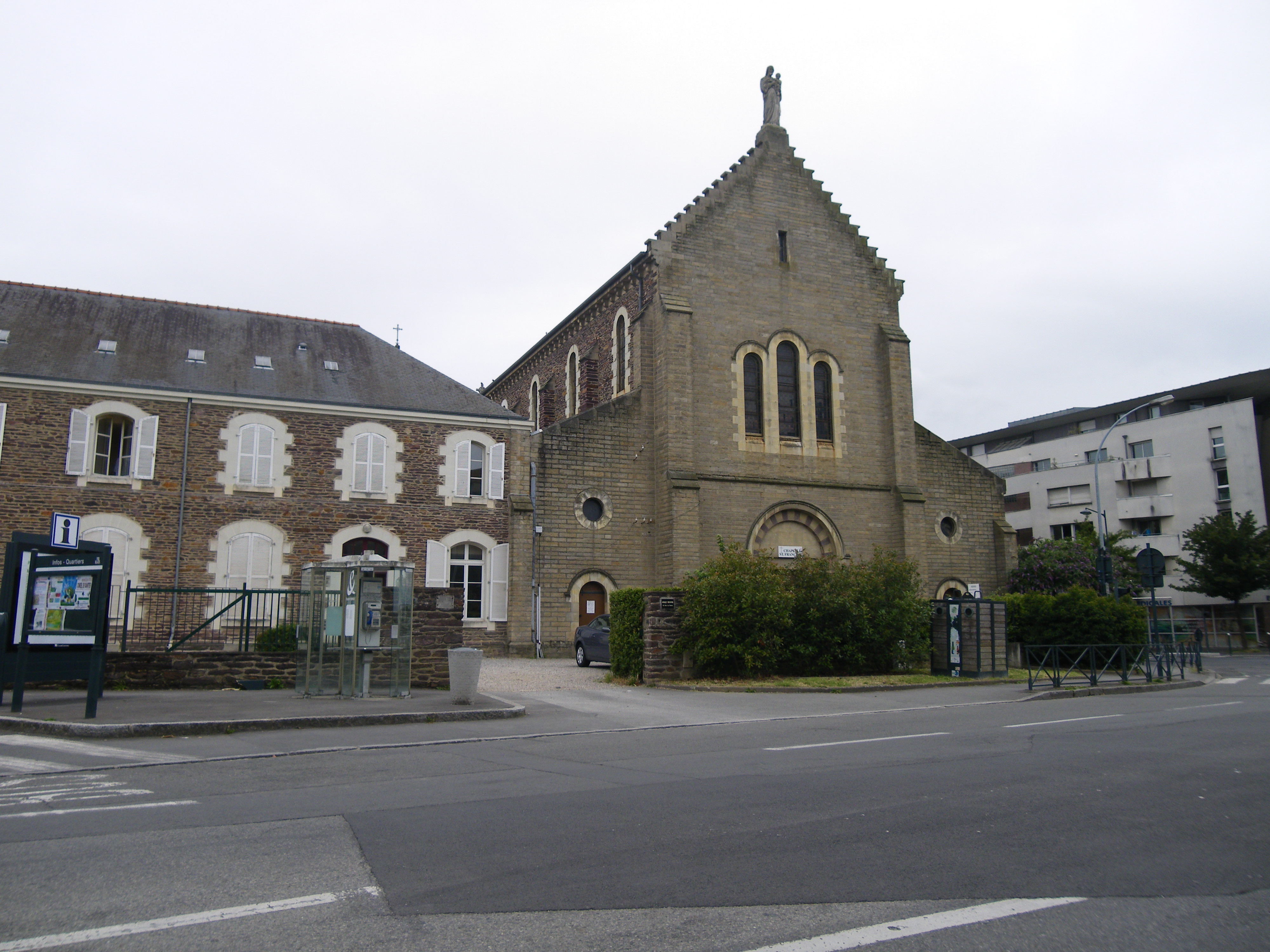
La chapelle et le couvent des franciscains à gauche aujourd'hui. Il a reçu les séminaristes entre 1906 et 1910.

### Depuis 1910, à la rue de Brest
Enfin le séminaire trouve un endroit serein dans la rue de Brest, dans les locaux du couvent et pensionnat du Sacré-Cœur, adapté par l'architecte Arthur Regnault , à l’instigation d'Auguste-René-Marie Dubourg en 1910. Durant la guerre 14-18, le séminaire servira d’hôpital auxiliaire.C'est en 1999, que le séminaire diocésain devient le Séminaire Saint-Yves et qu'il commence à former les prêtres des quatre diocèses bretons : Saint-Brieuc et Tréguier, Quimper et Léon, Vannes et Rennes, Dol et Saint-Malo.

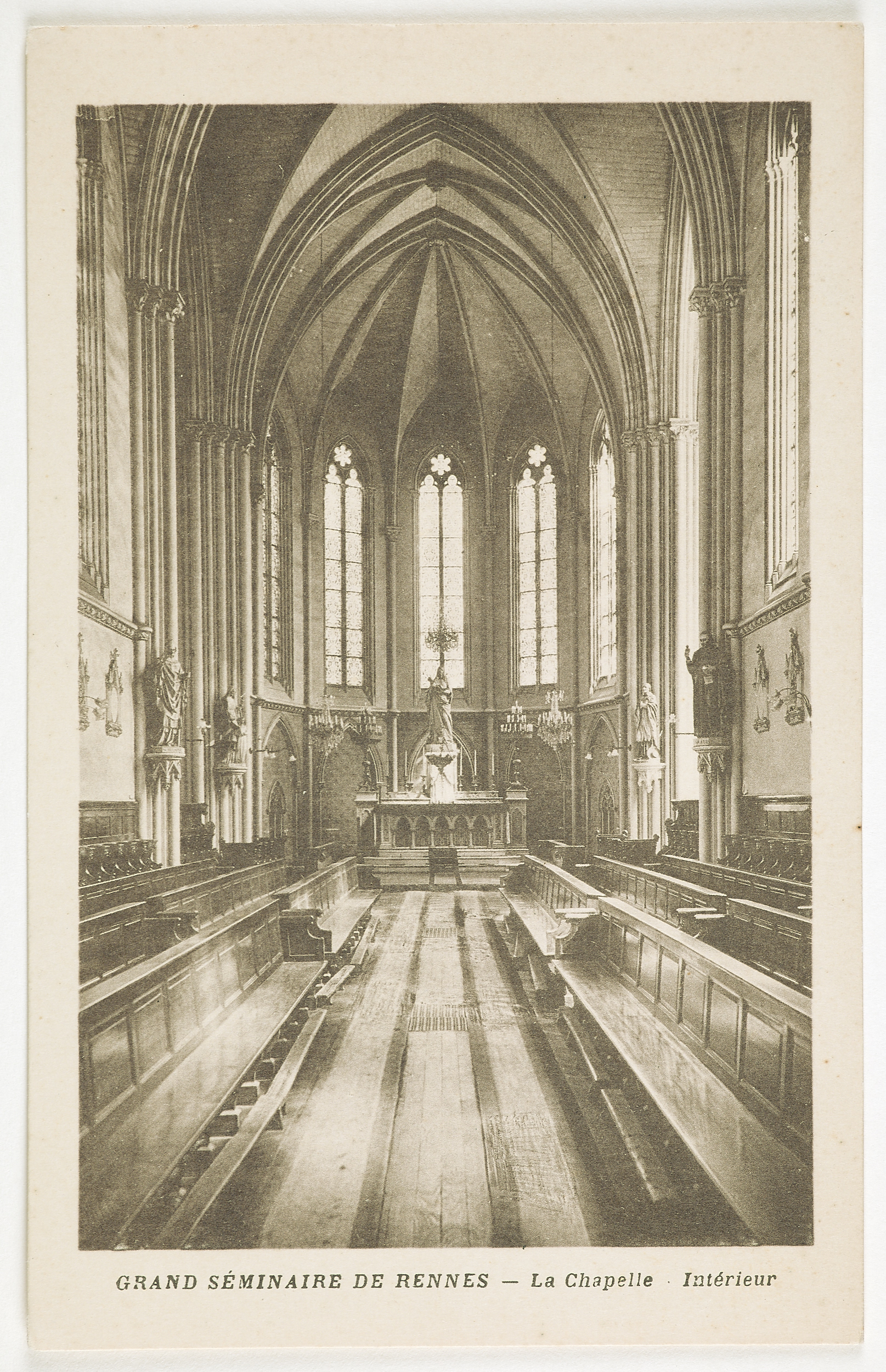
Chapelle du nouveau grand séminaire à l'origine.
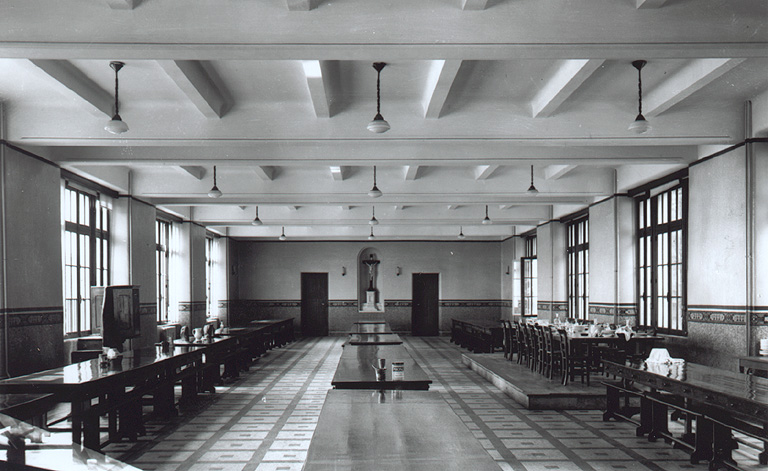
Réfectoire du grand séminaire de Rennes dans les années 1930
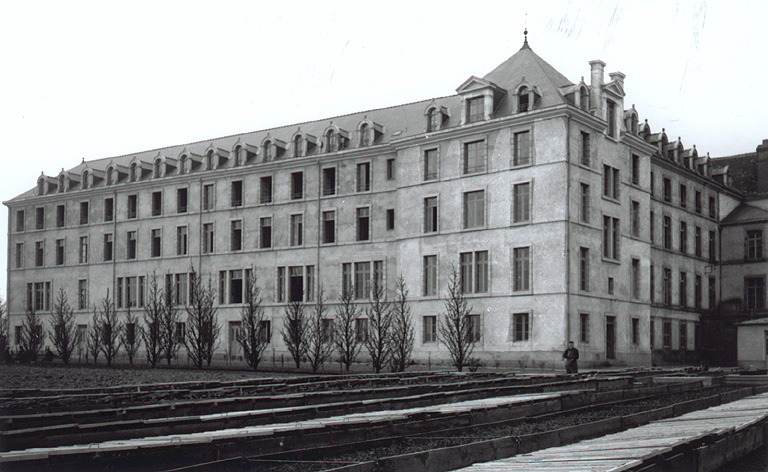
Le potager devant le séminaire de Rennes dans les années 1930.
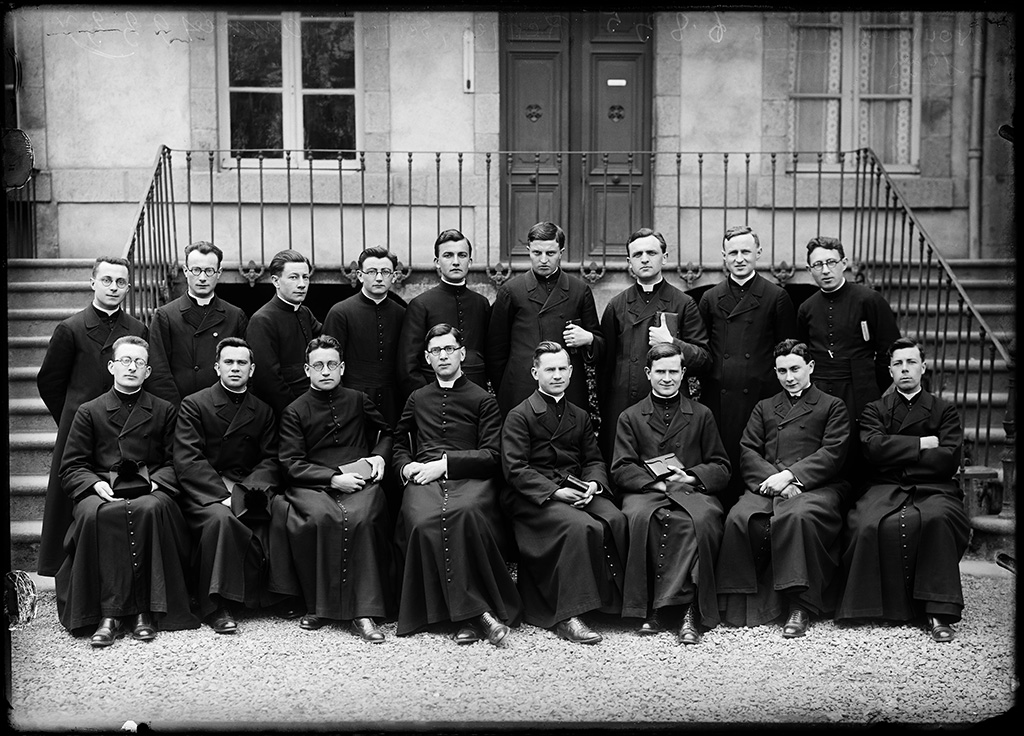
Nouveaux Prêtres devant le séminaire de Rennes en 1933
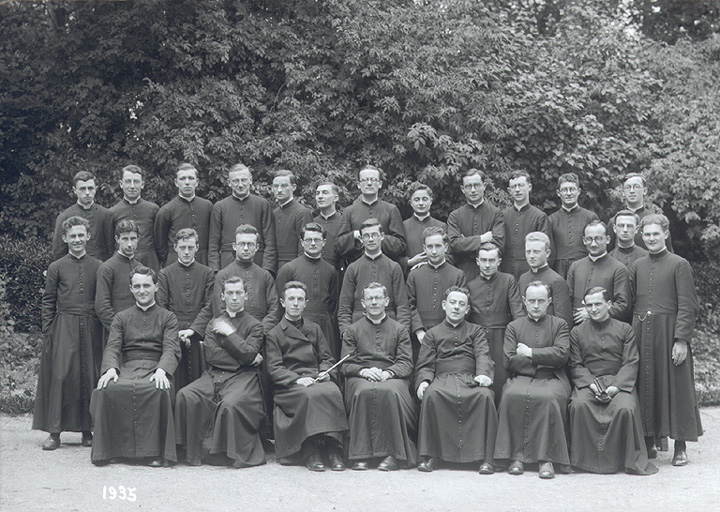
La chorale du grand séminaire de Rennes en 1935
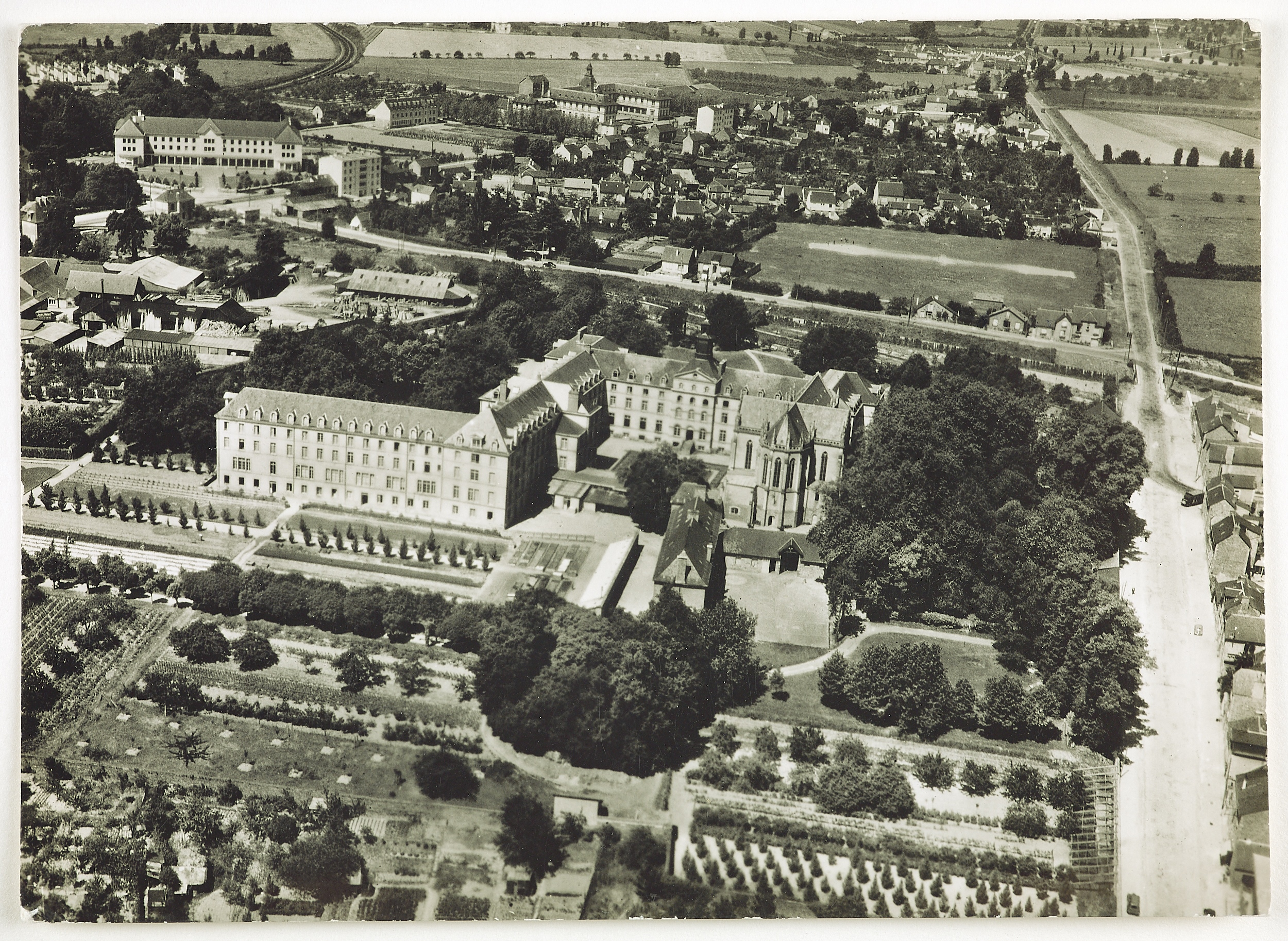
Vue aérienne Séminaire début rue de Brest vers 1950
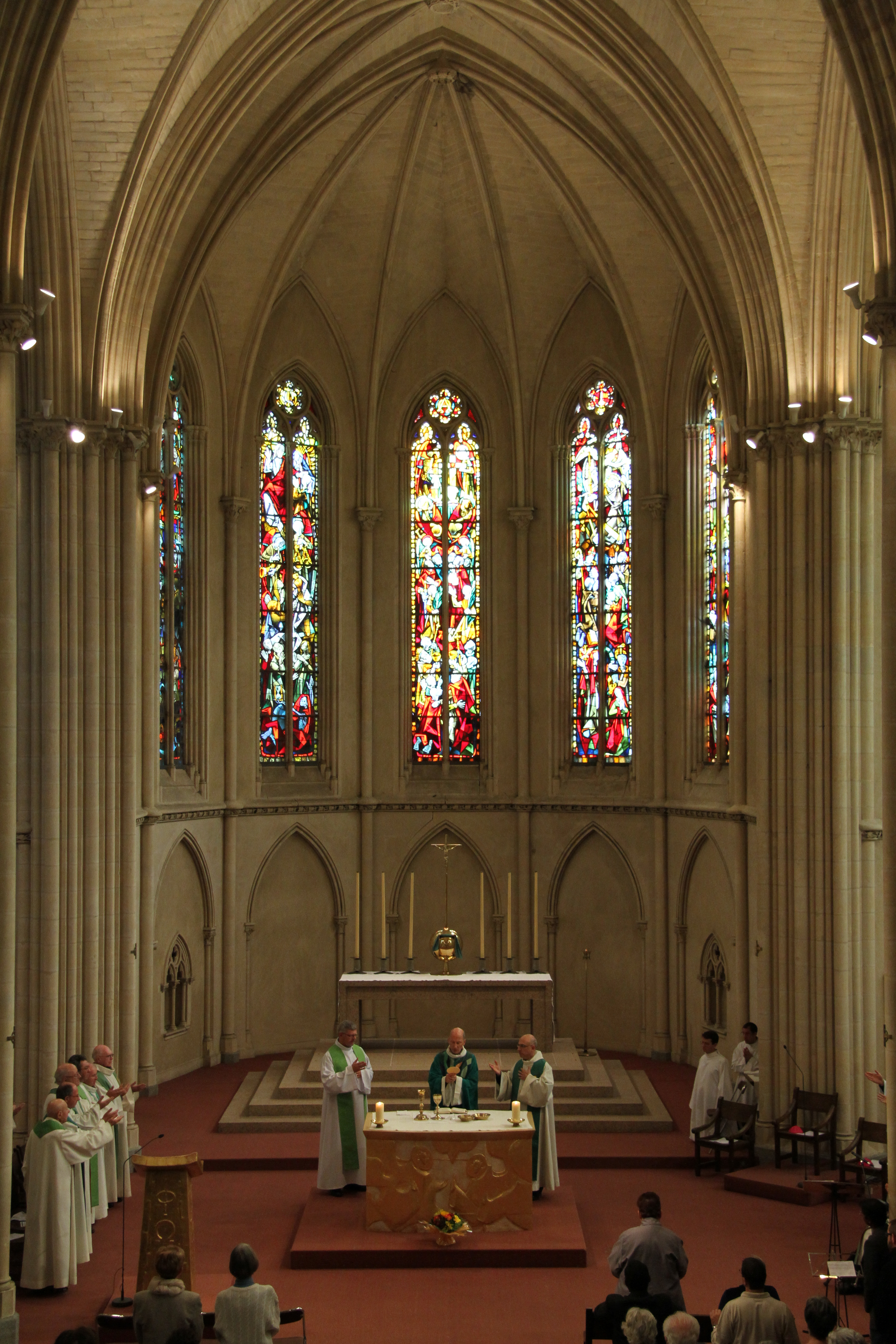
La chapelle du séminaire aujourd'hui.

### Les recteurs successifs du séminaire
| Années    | Nom                           | |
| --------- | ----------------------------- | --- |
| 1809-1823 | Jean-François-Nicolas Millaux | nommé en 1823 évêque de Nevers                                                                              |
| 1986-1999 | Joseph Boishu                 | évêque émérite, ancien évêque auxiliaire de Reims, réside au séminaire Saint-Yves                           |
| 1999-2003 | Jean-Paul James               | évêque de Beauvais en 2003, de Nantes en 2009, puis archevêque de Bordeaux en 2019                          |
| 2003-2009 | Gérard Le Stang               | Secrétaire de la Commission épiscopale pour la Mission universelle de l'Église puis évêque d'Amiens en 2021 |
| 2009-2017 | Jean-Michel Amouriaux         | Supérieur général de la Congrégation de Jésus et Marie (Eudistes) à Rome.                                   |
| 2017-2018 | Romain Drouaud                | Membre de la Congrégation de Jésus et Marie (Eudistes).                                                     |
| 2018-2022 | Pierre de Cointet             | Membre de la branche sacerdotale de l'Institut Notre-Dame de Vie.                                           |
| 2022-.... | Louis de Bronac               | Diocèse de Vannes                                                                                           |

### Anciens séminaristes de Rennes
- Jean-Baptiste Le Taillandier(1788-1870), fondateur des sœurs de Rillé[12].
- Constant Guillois (1833-1910), évêque du Puy (1894 - 1907)[13].
- Amédée Guillotin de Corson (1837-1905), prêtre historien, spécialiste de l'histoire de la Bretagne.
- Firmin Guichard (1854-1937), vicaire apostolique de Brazzaville de 1922 à 1935 et évêque titulaire de Tadamata (de)[14]
- Julien Gorju (1868-1942), premier vicaire apostolique du Burundi nommé en 1922 et évêque titulaire de Musti (de)[15].
- François-Jean-Marie Serrand (1874-1949), évêque de Saint-Brieuc jusqu’à son décès à Saint-Brieuc survenu le 20 mars 1949.
- François-Emile-Marie Cléret de Langavant, évêque de La Réunion de 1934 jusqu'en 1960[16].
- Henri Le Saux (1910-1973), moine bénédictin de Sainte-Anne de Kergonan, figure mystique du christianisme indien.
- Jean Sulivan (1913-1980), pseudonyme de Joseph Lemarchand, fut prêtre, journaliste, écrivain et poète, passionné de cinéma et de littérature[17].
- Charles Paty (1916-2005), évêque de Luçon (1967 à 1991)[18].
- Louis Simonneaux (1916-2009), évêque émérite du diocèse de Versailles.
- Joseph Lemarié (1917-2008), prêtre religieux français de l'Ordre des Bénédictins.
- Cardinal Jean Honoré (1920-2013), cardinal archevêque de Tours de 1981 à 1997[19].
- Pierre Plateau, archevêque émérite de Bourges depuis 2000.
- Christophe Pierre, nonce apostolique en Haïti, en Ouganda (en), au Mexique (en), puis aux États-Unis depuis 2016 et archevêque titulaire de Gunela (de)
- Jean-Paul James, évêque de Beauvais en 2003 puis de Nantes en 2009, et archevêque de Bordeaux depuis 2019.
- Hervé Gosselin, évêque d’Angoulême depuis le 10 janvier 2016.

## Le séminaire aujourd'hui

### Les séminaristes
Les séminaristes sont des hommes envoyés par leur évêque au séminaire après un discernement. Depuis 2007, de nombreux séminaristes ont vécu une année avant d'entrer au séminaire à la Maison Charles de Foucauld pour les aider dans leur choix, une année de fondation spirituelle. Aujourd'hui les séminaristes proviennent des quatre diocèses bretons, mais aussi depuis 2015 des diocèses de la Basse-Normandie,. Parmi les séminaristes, il y a quelques membres de la Société des pères de Saint-Jacques qui viennent en mission en France et des séminaristes venant d'autres congrégations religieuses. Les séminaristes viennent tous de formations et d'expériences différentes ; certains ont tout juste le bac, d'autres ont travaillé plus de dix ans avant de faire le choix du séminaire,.

### La vie au séminaire
C'est une vie de communauté, de travail et de prière qui s'expérimente au séminaire Saint-Yves. Le séminaire est avant tout un lieu de formation, ce n'est pas un lieu où l'homme est destiné à durer. Mais le séminaire est aussi un lieu de prière, la communauté se retrouve plusieurs fois par jour pour prier les offices, célébrer l'Eucharistie et méditer. Enfin, elle est une vie communautaire où chacun prend des responsabilités pour que chaque membre puisse s'épanouir.

#### La formation intellectuelle
La formation intellectuelle est divisée en deux cycles. Le premier cycle est un cycle de deux années pour commencer le séminaire. Les cours sont en grande majorité des cours de philosophie. Le programme couvre toute l'histoire de la philosophie, depuis l'Antiquité jusqu'à l'époque contemporaine. Enfin, le second cycle, qui dure trois années, est une formation plus théologique. La dernière année de séminaire, la sixième, est une année de formation pastorale avec la plupart du temps des insertions en paroisse. En plus de ces cours, l'étude de la Bible, l'exégèse et de la liturgie prennent une part importante dans la formation tout au long de ces six années. La formation proposée aux séminaristes rend possible l'obtention du Baccalauréat canonique de théologie.

#### La formation humaine
La formation humaine au séminaire passe surtout par la vie communautaire, apprendre à vivre ensemble avec les qualités et les défauts de chacun. Cette formation se vit alors au jour le jour autour des repas pris ensemble, mais aussi à travers les temps de prière (la liturgie des Heures, la messe), et d'autres temps communautaires spécifiques en communauté, comme le sport. Mais la formation humaine s'ancre aussi par des formations plus spécifiques, comme des sessions sur la vie psychologique. Une des particularités de l'Église catholique est aussi l’accompagnement individuel de chaque séminariste par un prêtre, c’est un moment de discussion et de relecture de la vie, tant du côté humain que spirituel.

#### La formation spirituelle
La formation spirituelle est basée sur la prière personnelle et communautaire de chaque membre de la communauté. C'est au travers des offices, de l'oraison, de l’Eucharistie, de la lecture et de la méditation de la Bible que se forge la vie spirituelle de chaque séminariste. De plus, le séminaire offre des sessions sur diverses spiritualités, et aussi des retraites, des récollections tout au long de l'année. 

#### La formation pastorale
Dès la première année, le séminariste est envoyé dans une paroisse pour vivre quelques weekends. Plus la formation avance, plus le temps en paroisse augmente ; cela permet au séminariste de voir et de vivre avec d'autres prêtres et fidèles. C'est un élément supplémentaire pour aider dans le discernement tout au long des six ans. Durant le second cycle, à partir de la troisième année, le candidat au sacerdoce reçoit des ministères institués (lectorat et acolytat) avant que l'ordination diaconale ne lui soit proposée à la fin de la cinquième, ou durant la sixième année. Cette sixième année au séminaire se passe en grande majorité en paroisse, le séminariste ne vient qu'une semaine par mois suivre des cours au séminaire. Cette insertion en paroisse dès la première année est un des points particuliers du séminaire Saint-Yves, la proximité du séminaire et des diocèses y tient pour une grande part.  

### 350 ans du séminaire
Du 6 au 8 mars 2020, le séminaire a fêté son jubilé. Pour fêter les 350 années depuis sa fondation, les séminaristes ont organisé une journée de mission dans le même dynamisme qu'a été fondé le séminaire au sein d'une mission de saint Jean Eudes.